# Kabinett Rousseff II
Das Kabinett Rousseff II bildete von 2015 bis 2016 die Regierung von Brasilien. Am 12. Mai 2016 wurde Präsidentin Dilma Rousseff vom Parlament abgesetzt. Damit endete die Amtszeit des Kabinetts. 

## Kabinettsmitglieder
| Amt | Amtsinhaber                                                                                     | Amtsinhaber |
| --- | ----------------------------------------------------------------------------------------------- | --- |
| Präsidentin |                                                                                                 | Dilma Rousseff |
| Vizepräsident |                                                                                                 | Michel Temer |
| Sekretär für strategische Angelegenheiten                                                                                         |                                                                                                 | Marcelo Neri (bis 5. Februar 2015)                                                                                           |
| Sekretär für strategische Angelegenheiten                                                                                         | Roberto Mangabeira Unger (5. Februar 2015 bis 14. September 2015)                               | |
| Sekretär für strategische Angelegenheiten                                                                                         | Vitor Pinto Chaves (ab 14. September 2015)                                                      | |
| Sekretär für Zivilluftfahrt |                                                                                                 | Eliseu Padilha (ab 4. Dezember 2015)                                                                                         |
| Sekretär für Zivilluftfahrt | Guilherme Walder Mora Ramalho (7. Dezember 2015 bis 17. März 2016)                              | |
| Sekretär für Zivilluftfahrt | Mauro Lopes (17. März 2016 bis 18. April 2016)                                                  | |
| Sekretär für Zivilluftfahrt | Guilherme Walder Mora Ramalho (ab 18. April 2016)                                               | |
| Sekretär für soziale Kommunikation                                                                                                |                                                                                                 | Thomas Traumann (bis 25. März 2015)                                                                                          |
| Sekretär für soziale Kommunikation                                                                                                | Edinho Silva (ab 31. März 2015)                                                                 | |
| Sekretär für institutionelle Sicherheit                                                                                           |                                                                                                 | José Elito Carvalho Siqueira (bis 2. Oktober 2015)                                                                           |
| Sekretärin für Richtlinien zur Förderung der Rassengleichheit                                                                     |                                                                                                 | Nilma Lino Gomes (bis 2. Oktober 2015, Eingegliedert ins Ministerium für Frauen, Familie und Menschenrechte)                 |
| Sekretär für Kleinst- und Kleinunternehmen                                                                                        |                                                                                                 | Guilherme Afif Domingos (bis 2. Oktober 2015)                                                                                |
| Sekretärin für Frauenpolitik |                                                                                                 | Eleonora Menicucci (bis 2. Oktober 2015)                                                                                     |
| Sekretär für Nationale Häfen |                                                                                                 | Edson Coelho Araújo (bis 2. Oktober 2015)                                                                                    |
| Sekretär für Nationale Häfen | Helder Barbalho (2. Oktober 2015 bis 20. April 2016)                                            | |
| Sekretär für Nationale Häfen | Maurício Muniz Barreto de Carvalho (ab 20. April 2016)                                          | |
| Sekretär für institutionelle Beziehungen                                                                                          |                                                                                                 | Pepe Vargas (bis 7. April 2015, Sekretariat aufgelöst)                                                                       |
| Generalstaatsanwalt |                                                                                                 | Luís Inácio Adams (bis 3. März 2016)                                                                                         |
| Generalstaatsanwalt | José Eduardo Cardozo (ab 3. März 2016)                                                          | |
| Präsident der Zentralbank von Brasilien                                                                                           |                                                                                                 | Alexandre Tombini |
| Stabschef der Präsidentschaft und Chef der Casa Civil                                                                             |                                                                                                 | Aloizio Mercadante (bis 2. Oktober 2015)                                                                                     |
| Stabschef der Präsidentschaft und Chef der Casa Civil                                                                             | Jaques Wagner (2. Oktober 2015 bis 16. März 2016)                                               | |
| Stabschef der Präsidentschaft und Chef der Casa Civil                                                                             | Luiz Inácio Lula da Silva (17. März 2016 bis 18. März 2016, Ernennung durch den STF ausgesetzt) | |
| Stabschef der Präsidentschaft und Chef der Casa Civil                                                                             | Eva Chiavon (ab 22. März 2016)                                                                  | |
| Generalsekretär der Präsidentschaft                                                                                               |                                                                                                 | Miguel Rossetto (bis 2. Oktober 2015)                                                                                        |
| Generalsekretär der Präsidentschaft                                                                                               | Ricardo Berzoini (ab 2. Oktober 2015)                                                           | |
| Ministerin für Landwirtschaft, Viehzucht und Versorgung                                                                           |                                                                                                 | Kátia Abreu |
| Minister für Wissenschaft, Technologie und Innovation                                                                             |                                                                                                 | Aldo Rebelo (bis 2. Oktober 2015)                                                                                            |
| Minister für Wissenschaft, Technologie und Innovation                                                                             | Celso Pansera (2. Oktober 2015 bis 14. April 2016)                                              | |
| Minister für Wissenschaft, Technologie und Innovation                                                                             | Emília Maria Silva Ribeiro Curi (ab 14. April 2016)                                             | |
| Minister für Städte |                                                                                                 | Gilberto Kassab (bis 15. April 2016)                                                                                         |
| Minister für Städte | Inês da Silva Magalhães (ab 15. April 2016)                                                     | |
| Minister für Kommunikation |                                                                                                 | Ricardo Berzoini (ab 2. Oktober 2015)                                                                                        |
| Minister für Kommunikation | André Figueiredo (bis 2. Oktober 2015)                                                          | |
| Minister für Transparenz, Steueraufsicht und Kontrolle                                                                            |                                                                                                 | Valdir Moysés Simão (bis 21. Dezember 2015)                                                                                  |
| Minister für Transparenz, Steueraufsicht und Kontrolle                                                                            | Carlos Higino Ribeiro de Alencar (21. Dezember 2015 bis 29. Februar 2016)                       | |
| Minister für Transparenz, Steueraufsicht und Kontrolle                                                                            | Luiz Navarro de Britto (ab 29. Februar 2016)                                                    | |
| Minister für Kultur |                                                                                                 | Juca Ferreira |
| Verteidigungsminister |                                                                                                 | Jaques Wagner (bis 2. Oktober 2015)                                                                                          |
| Verteidigungsminister | Aldo Rebelo (ab 2. Oktober 2015)                                                                | |
| Minister für Agrarentwicklung |                                                                                                 | Patrus Ananias (bis 14. April 2016)                                                                                          |
| Minister für Agrarentwicklung | Maria Fernanda Ramos Coelho (14. April 2016 bis 19. April 2016)                                 | |
| Minister für Agrarentwicklung | Patrus Ananias (ab 19. April 2016)                                                              | |
| Minister für Entwicklung, Industrie und Außenhandel                                                                               |                                                                                                 | Armando Monteiro |
| Ministerin für soziale Entwicklung und Bekämpfung des Hungers                                                                     |                                                                                                 | Tereza Campello |
| Minister/in für Menschenrechte (bis 2. Oktober 2015) Ministerin für Frauen, Familie und Menschenrechte (ab 2. Oktober 2015)       |                                                                                                 | Ideli Salvatti (bis 16. April 2015)                                                                                          |
| Minister/in für Menschenrechte (bis 2. Oktober 2015) Ministerin für Frauen, Familie und Menschenrechte (ab 2. Oktober 2015)       | Pepe Vargas (16. April 2015 bis 2. Oktober 2015)                                                | |
| Minister/in für Menschenrechte (bis 2. Oktober 2015) Ministerin für Frauen, Familie und Menschenrechte (ab 2. Oktober 2015)       | Nilma Lino Gomes (ab 2. Oktober 2015)                                                           | |
| Bildungsminister |                                                                                                 | Cid Gomes (bis 18. März 2015)                                                                                                |
| Bildungsminister | Luiz Cláudio Costa (18. März 2015 bis 6. April 2015)                                            | |
| Bildungsminister | Renato Janine Ribeiro (6. April 2015 bis 30. September 2015)                                    | |
| Bildungsminister | Aloizio Mercadante (ab 2. Oktober 2015)                                                         | |
| Sportminister |                                                                                                 | George Hilton (bis 23. März 2016)                                                                                            |
| Sportminister | Ricardo Leyser (ab 31. März 2016)                                                               | |
| Finanzminister |                                                                                                 | Joaquim Levy (bis 18. Dezember 2015)                                                                                         |
| Finanzminister | Nelson Barbosa (ab 18. Dezember 2015)                                                           | |
| Minister für nationale Integration                                                                                                |                                                                                                 | Gilberto Occhi (bis 13. April 2016)                                                                                          |
| Minister für nationale Integration                                                                                                | Josélio de Andrade Moura (ab 13. April 2016)                                                    | |
| Justizminister |                                                                                                 | José Eduardo Cardozo (bis 3. März 2016)                                                                                      |
| Justizminister | Wellington César Lima e Silva (3. März 2016 bis 14. März 2016, Ernennung vom STF ausgesetzt)    | |
| Justizminister | Eugênio Aragão (ab 14. März 2016)                                                               | |
| Minister für Umwelt |                                                                                                 | Izabella Teixeira |
| Minister für Bergbau und Energie                                                                                                  |                                                                                                 | Eduardo Braga (bis 20. April 2016)                                                                                           |
| Minister für Bergbau und Energie                                                                                                  | Marco Antônio Martins Almeida (ab 20. April 2016)                                               | |
| Minister für Fischerei und Aquakultur                                                                                             |                                                                                                 | Helder Barbalho (2. Oktober 2015, Ministerium eingegliedert in das Ministerium für Landwirtschaft, Viehzucht und Versorgung) |
| Minister für Planung, Haushalt und Management                                                                                     |                                                                                                 | Nelson Barbosa (bis 18. Dezember 2015)                                                                                       |
| Minister für Planung, Haushalt und Management                                                                                     | Valdir Moysés Simão (ab 21. Dezember 2015)                                                      | |
| Minister für soziale Sicherheit                                                                                                   |                                                                                                 | Carlos Eduardo Gabas (bis 2. Oktober 2015, Ministerium eingegliedert in das Ministerium für Arbeit und soziale Sicherheit)   |
| Minister für Auswärtige Angelegenheiten                                                                                           |                                                                                                 | Mauro Vieira |
| Gesundheitsminister |                                                                                                 | Arthur Chioro (bis 1. Oktober 2015)                                                                                          |
| Gesundheitsminister | Marcelo Castro (ab 1. Oktober 2015)                                                             | |
| Ministerium für Arbeit und Beschäftigung (bis 2. Oktober 2015) Ministerium für Arbeit und soziale Sicherheit (ab 2. Oktober 2015) |                                                                                                 | Manoel Dias (bis 2. Oktober 2015)                                                                                            |
| Ministerium für Arbeit und Beschäftigung (bis 2. Oktober 2015) Ministerium für Arbeit und soziale Sicherheit (ab 2. Oktober 2015) | Miguel Rossetto (ab 2. Oktober 2015)                                                            | |
| Verkehrsminister |                                                                                                 | Antonio Carlos Rodrigues |
| Minister für Tourismus |                                                                                                 | Vinicius Lages (bis 16. April 2015)                                                                                          |
| Minister für Tourismus | Henrique Eduardo Alves (16. April 2015 bis 28. März 2016)                                       | |
| Minister für Tourismus | Alberto Alves (28. März 2016 bis 21. April 2016)                                                | |
| Minister für Tourismus | Alessandro Teixeira (ab 21. April 2016)                                                         | |